# Гравіметрична зйомка
Гравіметри́чна зйо́мка (рос. гравиметрическая съемка, англ. gravimetric survey, нім. gravimetrische Aufnahme f, Gravimeteraufnahme f) — комплекс польових та обчислювальних робіт, які виконуються з метою визначення сили тяжіння в точках земної поверхні при заданій щільності їх розташування. У результаті отримують сукупність величин, що характеризують гравітаційне поле даного району. 
В геології проводиться за допомогою гравіметрів, рідше — варіометрів та градієнтометрів. За призначенням гравіметрична зйомка поділяється на регіональну, що застосовується для вивчення фігури Землі, і детальну — для вивчення невеликих аномалій, створених окремими геологічними структурами і рудними тілами. За способом проведення розрізняють площинну гравіметричну зйомку — пункти спостережень розташовуються рівномірно по площі, і профільну (або маршрутну), що проводиться за окремими, далеко віддаленими профілями або маршрутами. Для регіональних геолого-геофізичних досліджень гравіметрична зйомка виконується в масштабі 1:200 000—1:500 000. При пошуках нафтогазоносних структур і вивченні вугільних басейнів масштаб зйомки становить 1:50 000. Пошуки і вивчення рудних структур і тіл проводяться в масштабі 1:2 000—1:25 000. Результати гравіметричної зйомки використовують для вивчення фігури і геологічної будови Землі. На основі даних гравіметричної зйомки будують гравіметричні профілі і карти.